# Gladys Afamado
Gladys Afamado, née à Montevideo le 24 mai 1925 et morte le 29 décembre 2024, est une sculptrice et poétesse uruguayenne.

## Biographie
Gladys Afamado est la deuxième enfant, d'une fratrie de cinq, d'Isaac Afamado, immigrant juif de Montevideo, et de son épouse Julia, fille d'immigrants italiens, née à Dolores, dans le district de Soriano. 
Elle reçoit une formation artistique avec Adolfo Pastor et Domingo Bazzurro au Círculo de Bellas Artes et à la Escuela Nacional de Bellas Artes entre 1940 et 1950. Elle poursuit ensuite des cours de céramique avec Duncan Quintela et de sérigraphie avec Rimer Cardillo. Elle étudie la littérature avec Jorge Arbeleche.
Entre 1945 et 1950, elle étudie le violon avec Beatriz Tusset.
Membre du Club de Grabado de Montevideo depuis 1964, elle réalise la pochette de Canción con todos (1974), censurée par la dictature militaire,.
En 1984, elle gagne l'Espagne, grâce à une bourse universitaire, et assiste aux cours de papier artisanal à Capellades, avec Laurence Barker et Frederic Amat, une matière qu'elle emploie ensuite dans ses œuvres.
En 1986, elle inaugure le doctorat en gravure en métal du Musée national d'arts visuels de Montevideo.
Son œuvre célèbre les figures féminines qui regardent directement le public.

## Hommages
En 2016, le Musée national des arts visuels de Montevideo organise la rétrospective Gladys Afamado: una cita sin fin.
En 2022, le Premio Nacional de Artes Visuales de l'Uruguay porte son nom, en hommage à sa carrière.